# Sendokai Champions
A Sendokai Champions spanyol–amerikai televíziós 3D-s számítógépes animációs sorozat, amelyet Freddy Córdoba és Roger Córdoba alkotott. Spanyolországban a Clan TVE vetítette, Amerikában a Cartoon Network sugározta, Magyarországon pedig a KidsCo adta.

## Ismertető
A történet főhősei Zak, Cloe, Kiet és Fency, akik olyan karpereceket találnak, amelyek különlegesek. Ezeket, felpróbálják és akkor átváltoznak fantasztikus lényekké. Egy versenyben is részt vesznek. Ennek a versenynek a célja az, hogy megakadályozzák Zorn Marshal interdimenzionális invázióját, valamint a földet megmenteni. Különös kaland élhető át, amiben Zak, Cloe, Kiet és Fency a legnagyobb univerzumi bajnokságon a világot próbálja megmenteni.

## Szereplők
- Zak – Szeret a figyelem központja lenni.
- Cloe – Értelmes és feledős lány.
- Kiet – A leglustább fickó multiversekben.
- Tänpo – A csapattagok sendokai mestere.
- Lula –  Tänpo háziállata és az egyetlen társa.
- Sidmodius – A miniszter, aki bármit megtenne a zornért vagy csak annyira mondja.
- Kazkrad – A másik Zorn parancsnok.
- Lalith – A zorn empire egy parancsnoka.
- Marshal Zorn – A Zorn vezetője és egy vasököllel irányítja a birodalmat, miközben meghódít minden dimenziót az útjában.

## Magyar hangok
- Szersén Gyula – ?
- Szabó Máté – ?
- Gulás Fanni – Cloe
- Varga Gábor – ?
- Vadász Bea – Fanzy
- Előd Álmos – ?
- Gacsal Ádám – ?

## Epizódok

### 1. évad
1. SEN-DO-KAI (SEN-DO-KAI)
2. Több mint karperec (More than a Wristband)
3. Az urlok dimenzió (The Urlok Dimension)
4. Kezdjünk neki (Let's Get Started)
5. Az elrejtettek (The Hidden Ones)
6. Luiok (Luis)
7. Tökéletes lövés (A Perfect Shot)
8. Legendás harcosok (Legendary Warriors)
9. Mozgás! (Move It!)
10. A láda őrzője (The Guardian of the Chest)
11. Tai-Sen Trail (Tai-Sen Trial)
12. A végső vizsga (The Final Test)
13. Kezdődjék a verseny! (Let The Tournament Begin!)
14. Mindenki egyért (One for All)
15. Bízz bennem (Trust Me)
16. ? (The Tournament Comes...)
17. Fogadd el az érzéseidet, Zak (Accept Your Felings, Zak)
18. Nu-Sen Flare (Nu-Sen Flare)
19. ? (My Dearest Enenmy)
20. A sötét oldal (The Dark Side)
21. Kísértet a múltból (Ghosts of the Past)
22. ? (For the Good Old Days)
23. ? (No Turning Back)
24. ? (The Final)
25. ? (The End is Near)
26. ? (Four Sendokai Warriors)